# S/2004 S 12
S/2004 S 12 är en av Saturnus månar. Dess upptäckt tillkännagavs av Scott S, Sheppard, David C, Jewitt, Jan Kleyna och Brian G.
S/2004 S 12 är ca 5 kilometer i diameter och har ett genomsnittligt avstånd på 19 650 000 kilometer från Saturnus. Den har en lutning av 164° till ekliptikan (162° Saturnus ekvator) i en retrograd riktning och med en excentricitet av 0,396.
S/2004 S 12 har ännu inte fått något officiellt namn.